# Камілла Геттерслі
Камілла Геттерслі (англ. Camilla Hattersley, 24 лютого 1995) — британська плавчиня.
Учасниця Олімпійських Ігор 2016 року.